# SOR ICN 9,5
SOR ICN 9,5 je model částečně nízkopodlažního autobusu vyráběného českou společností SOR Libchavy od roku 2022. Řada ICN je vyráběna také v dalších délkových verzích, a to ICN 10,5, ICN 12 a ICN 12,3.

## Konstrukce
Model ICN 9,5 je dvounápravový, přičemž v prostoru od zadní nápravy dopředu je autobus nízkopodlažní. Zadní náprava je hnací, motor a převodovka se nachází pod podlahou v zadní části vozu. Dvoudveřová karoserie vozu je svařena z ocelových profilů, zvenku je oplechovaná, zevnitř obložená plastovými deskami. Podlaha v nízkopodlažní části se nachází ve výšce 360 mm nad vozovkou. Kabina řidiče je uzavřená. Přední náprava je značky ZF, zadní náprava je značky DANA.
Design řady ICN vytvořil Patrik Kotas.

## Výroba a provoz
Prototyp vozu ICN 9,5 byl vyroben v roce 2022 a sloužil pro potřeby výrobce jako předváděcí vůz. Sériová výroba začala roku 2023, první autobusy obdržel Dopravní podnik hl. m. Prahy. Další vozy ICN 9,5 si objednali například dopravci Arriva City, Dopravní podnik města Brna či CDS Náchod.